# Cừu Columbia

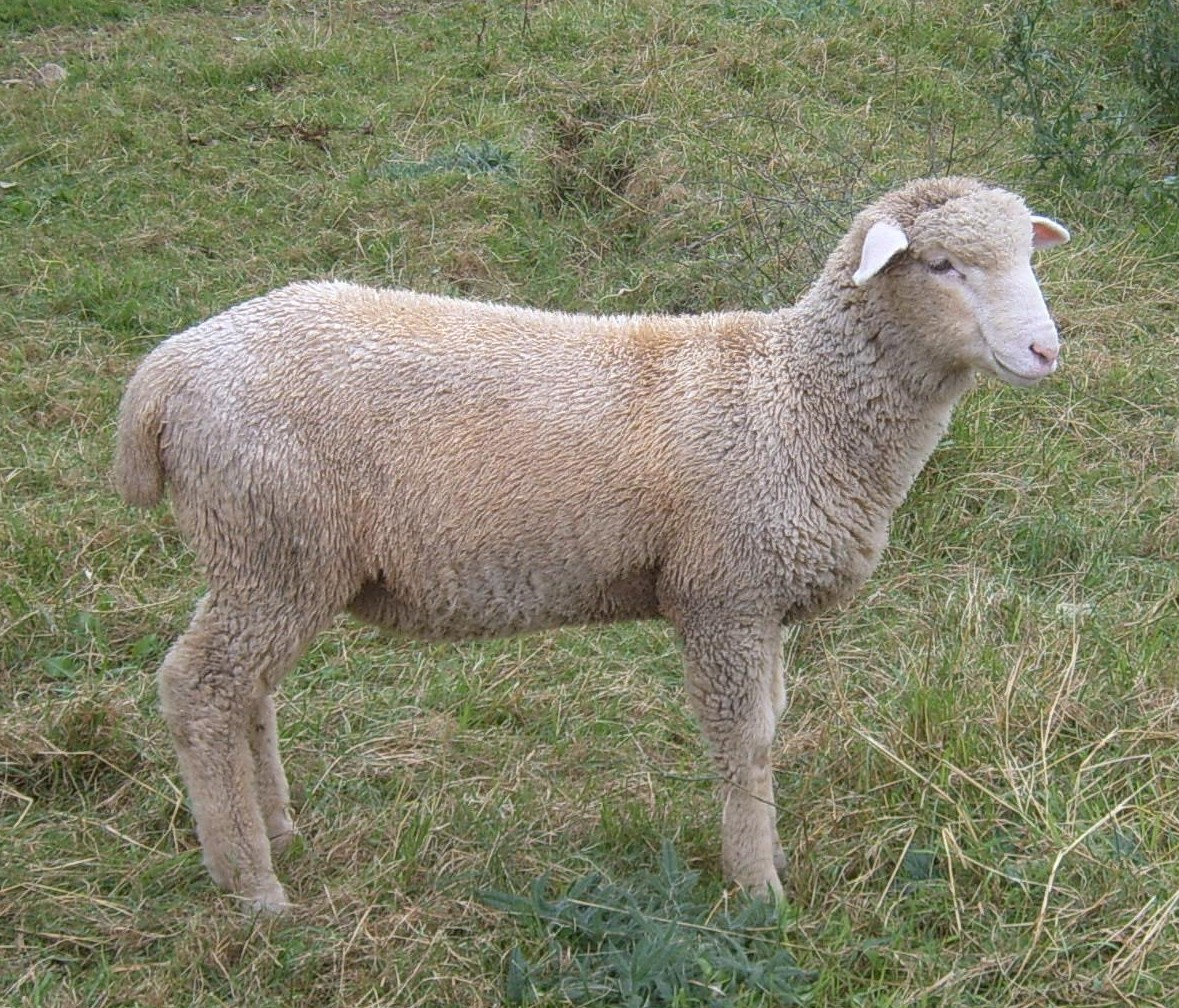
Một con cừu non của giống cừu Columbia

Cừu Columbia là một trong những giống đầu tiên của cừu nhà được phát triển ở Hoa Kỳ. Các sản phẩm của USDA và nghiên cứu ở trường đại học, nó được dự định là một giống cừu được cải tiến đặc biệt xây dựng cho các mục đích chăn nuôi ở miền Viễn Tây của Hoa Kỳ. Bắt đầu từ năm 1912 tại Laramie, Wyoming, cừu Lincoln đực được lai với con cừu cái thuộc giống cừu Rambouillet. Năm 1918, bầy nền tảng đã được chuyển đến Trạm nuôi cừu Thử nghiệm của Hoa Kỳ gần Dubois, Idaho. Hôm nay cừu Columbia là một giống cừu phổ biến, với thể trạng nặng, lông cừu trắng và đặc điểm sinh trưởng tốt. Đây là một trong những giống cừu lớn hơn, và thường được sử dụng để lai tạo trong bầy cừu thương phẩm.

## Đặc điểm
Một con cừu đực trưởng thành nặng khoảng 275 và 400 lb (125 và 181 kg), trong khi cừu nặng khoảng 175 và 300 lb (79–136 kg). Một đơn vị lông cừu trung bình từ một con cừu cái nặng 10-16 lb (4,5-7,3 kg) với sản lượng 45-55%. Chiều dài chủ yếu của len khoảng 3,5-5 trong (8,9-12,7 cm). Len được phân loại là len trung bình. Len nhau 31,0-24,0 micron.
Một cá thể lai có thể còn có một ưu thế lai nữa nếu con mẹ là cá thể lai. Loại ưu thế lai này được gọi là ưu thế lai từ mẹ (Maternal Hybrid Vigor (HVM). Cả HVI và HVM đều đã ảnh hưởng và làm cho năng suất của con lai tăng lên. Ưu thế lai cả HVI, HVM và ảnh hưởng bổ sung của giống là những công cụ mạnh để tăng năng suất trong chăn nuôi cừu, lai là một giải pháp giúp cải thiện năng suất thịt, khả năng sinh sản và len ở cừu. Khi đánh giá cừu cái về khả năng sản xuất thịt và lông trên 1 kg khối lượng cơ thể, cừu lai cừu Columbia × cừu Southdown × cừu Corriedale có các giá trị này cao nhất.
Cừu không nuôi vỗ béo thì toàn bộ đầu, da, chân, lông, tiết có tỷ lệ phần trăm thấp hơn so với những cừu đã được vỗ béo.Các giá trị khác nhau cho rằng có thể là do sự khác biệt về giống cừu. Tỷ lệ da, lông, đầu, chân, tiết của cừu đực, cái ở các nhóm tuổi khác nhau được đánh giá thấp hơn so với kết quả của cho các giống cừu Rambouillet, cừu Targhee, cừu Columbia và Cừu Polypay.
Trán phẳng, xương mũi lồi ra, chúng có hố nước mắt, mõm của chúng mỏng, môi hoạt động, răng cửa sắc, nhờ đó chúng có thể gặm được cỏ mọc thấp và bứt được những lá thân cây mềm mại, hợp khẩu vị trên cao để ăn. Chúng có thói quen đi kiếm ăn theo bầy đàn, tạo thành nhóm lớn trên đồng cỏ. Trong da chúng có nhiều tuyến mồ hôi và tuyến mỡ hơn dê. Bởi thế chúng bài tiết mồ hôi nhiều hơn và các cơ quan hô hấp tham gia tích cực hơn vào quá trình điều tiết nhiệt. Mô mỡ dưới da của chúng phát triển tốt hơn dê và ngược lại ở các cơ bên trong của chúng có ít tích lũy mỡ hơn dê. Chính vì vậy, thịt chúng nhiều nạc hơn thịt dê.

## Chăn nuôi
Chúng có tính bầy đàn cao nên dễ quản lý, chúng thường đi kiếm ăn theo đàn nên việc chăm sóc và quản lý rất thuận lợi. Chúng cũng là loài dễ nuôi, mau lớn, ít tốn công chăm sóc. So với chăn nuôi bò thì chúng là vật nuôi dễ tính hơn, thức ăn của chúng rất đa dạng, thức ăn của chúng là những loại không cạnh tranh với lương thực của người. Chúng là động vật có vú ăn rất nhiều cỏ. Hầu hết chúng gặm cỏ và ăn các loại cỏ khô khác, tránh các phần thực vật có gỗ nhiều. Chúng có chế độ hoạt động ban ngày, ăn từ sáng đến tối, thỉnh thoảng dừng lại để nghỉ ngơi và nhai lại. Đồng cỏ lý tưởng cho chúng như cỏ và cây họ Đậu. Khác với thức ăn gia súc, thức ăn chính của chúng trong mùa đông là cỏ khô.
Chúng là loài ăn tạp, có thể ăn được nhiều loại thức ăn bao gồm thức ăn thô xanh các loại như: rơm cỏ tươi, khô, rau, củ quả bầu bí các loại, phế phụ phẩm công nông nghiệp và các loại thức ăn tinh bổ sung như cám gạo ngũ cốc. Mỗi ngày chúng có thể ăn được một lượng thức ăn 15-20% thể trọng. Chúng cần một lượng thức ăn tính theo vật chất khô bằng 3,5% thể trọng. Với nhu cầu 65% vật chất khô từ thức ăn thô xanh (0,91 kg) và 35% vật chất khô từ thức ăn tinh (0,49 kg). Khi cho chúng ăn loại thức ăn thô xanh chứa 20% vật chất khô và thức ăn tinh chứa 90% vật chất khô.
Nguồn nước uống là nhu cầu cơ bản của chúng. Lượng nước cần cho chúng biến động theo mùa và loại và chất lượng thực phẩm mà chúng tiêu thụ. Khi chúng ăn nhiều trong các tháng đầu tiên và có mưa (kể cả sương, khi chúng ăn vào sáng sớm), chúng cần ít nước hơn. Khi chúng ăn nhiều cỏ khô thì chúng cần nhiều nước. Chúng cũng cần uống nước sạch, và có thể không uống nếu nước có tảo hoặc chất cặn. Trong một số khẩu phần ăn của chúng cũng bao gồm các khoáng chất, hoặc trộn với lượng ít.

## Chăm sóc
Sau khi cho phối giống 16-17 ngày mà không có biểu hiện động dục lại là có thể cừu đã có chửa, Căn cứ vào ngày phối giống để chuẩn bị đỡ đẻ cho cừu (thời gian mang thai của cừu 146-150 ngày) nhằm hạn chế cừu sơ sinh bị chết; Có thể bồi dưỡng thêm thức ăn tinh và rau cỏ non cho cừu có chửa nhưng tuyệt đối tránh thức ăn hôi mốc; Khi có dấu hiệu sắp đẻ (bầu vú căng, xuống sữa, sụt mông, âm hộ sưng to, dịch nhờn chảy ra, cào bới sàn…) nên nhốt ở chuồng riêng có lót ổ rơm và chăn dắt gần, tránh đồi dốc.
Thông thường cừu mẹ nằm đẻ nhưng cũng có trường hợp đứng đẻ, tốt nhất nên chuẩn bị đỡ đẻ cho cừu; Sau khi đẻ cừu mẹ tự liếm cho con. Tuy nhiên, vẫn phải lấy khăn sạch lau khô cho cừu con, nhất là ở miệng và mũi cho cừu con dễ thở. Lấy chỉ sạch buộc cuống rốn (cách rốn 4–5 cm), cắt cuống rốn cho cừu con và dùng cồn Iod để sát trùng; Giúp cừu con sơ sinh đứng dậy bú sữa đầu càng sớm càng tốt (vì trong sữa đầu có nhiều kháng thể tự nhiên); Đẻ xong cho cừu mẹ uống nước thoải mái (có pha đường 1% hoặc muối 0.5%).
Cừu con trong 10 ngày đầu sau khi đẻ cừu con bú sữa mẹ tự do; Từ 11-21 ngày tuổi cừu con bú mẹ 3 lần/ngày, nên tập cho cừu con ăn thêm thức ăn tinh và cỏ non, ngon; 80-90 ngày tuổi có thể cai sữa. Giai đoạn này phải có cỏ tươi non, ngon cho cừu con để kích thích bộ máy tiêu hóa phát triển (đặc biệt là dạ cỏ) và bù đắp lượng dinh dưỡng thiếu hụt do sữa mẹ cung cấp không đủ; Cừu sinh trưởng và phát triển nhanh, mạnh ở giai đoạn này.